# Robert Lechte
Robert Lechte, född 3 augusti 1978 i Tibro, är en svensk tidigare handbollsmålvakt. Han spelade sju landskamper för Sveriges landslag.
Lechte inledde karriären i HP Tibro. Som senior började han 1996 spela för IFK Skövde, där han stannade till 2003. Han gick därefter till spanska CD Bidasoa. Efter två säsonger återvände han till Sverige och spelade ett år i IF Guif. Sedan blev det tre år i Århus GF innan tyska Bundesliga och MT Melsungen tog över. Efter två år återförenades han med tränaren Gunnar Blombäck i norska Viking HK innan han återkom till första elitklubben IFK Skövde. Han avslutade karriären 2016.